# Mesochorus jihyetanus
Mesochorus jihyetanus är en stekelart som beskrevs av Kusigemati 1985. Mesochorus jihyetanus ingår i släktet Mesochorus och familjen brokparasitsteklar. Inga underarter finns listade i Catalogue of Life.